# Grigori Romanov
Pour les articles homonymes, voir Romanov (homonymie).
Grigori Vassilievitch Romanov (en russe : Григорий Васильевич Романов, Grigorij Vasil'evič Romanov) né le 7 février 1923 et décédé le 3 juin 2008, est un homme politique soviétique. Il fut membre du Politburo et secrétaire du Parti communiste de l'Union soviétique. En 1985, il était considéré comme le principal rival de Mikhaïl Gorbatchev dans la lutte pour la direction du Parti.

## Biographie

### Jeunesse et carrière
Grigori Romanov nait au sein d'une famille d'agriculteurs du village Zikhnovo dans le gouvernement de Novgorod en RSFS de Russie et était le sixième d'une grande famille paysanne. À la fin des études secondaires en 1938, il commence ses études à l'école technique de construction navale.
Lors de la Seconde Guerre mondiale, il est sur le front de Léningrad et rejoint les rangs du PCUS en septembre 1944. Il sera décoré de l'ordre de la Guerre patriotique et de la médaille pour la Défense de Léningrad.
De retour à la vie civile, Romanov obtient son diplôme en 1946 et commence à travailler au Bureau de construction central du chantier naval Jdanov. Parallèlement il poursuit ses études en cours du soir à l'Université technique de la mer de Leningrad, il est diplômé en 1953.

### À la tête de Leningrad
De 1957 à 1961, il sera Secrétaire puis Premier Secrétaire du comité de district du Kirov du PCUS à Leningrad. De 1962 à 1970, il deviendra Secrétaire puis Deuxième Secrétaire du Comité régional de Leningrad du PCUS. Enfin, du 16 septembre 1970 au 21 juin 1983, Premier secrétaire du Comité régional de Leningrad du PCUS.
L'une des principales réalisations de G. Romanov à la tête de l'organisation du parti de Leningrad est la construction massive de logements, qui a permis de loger environ un million de Léningradois dans le plan quinquennal 1976-1980. Il sera également responsable de la construction des métros suivants : Lomonossovskaïa, Ielizarovskaïa, Zviozdnaïa, Kouptchino, Lesnaïa, Vyborgskaïa, Akademitcheskaïa, Politekhnitcheskaïa, Plochtchad Moujestva, Leninski prospekt, Prospekt Veteranov, Grajdanski prospekt, Deviatkino, Primorskaïa, Proletarskaïa, Oboukhovo, Oudelnaïa, Pionerskaïa et Tchornaïa retchka.
Sous son règne, la raffinerie de Kirish et la centrale nucléaire de Leningrad seront mises en service. Durant la même période, le barrage de Saint-Pétersbourg commencera à être construit et, après une longue pause, sera achevé en 2011. Il existait également, sous Romanov, plus de cinquante associations scientifiques et de production.
Au cours de ces années, le premier opéra rock soviétique "Orphée et Eurydice" a été mis en scène et joué dix ans de suite, le club de rock de Leningrad a été ouvert, de nouveaux groupes artistiques ont été créés.

### Candidats au poste de Secrétaire Général et chute
Avec l'aide de Léonid Brejnev, il deviendra à partir du 5 mars 1976 membre du Politburo du Comité central du PCUS et à partir du 15 juin 1983, secrétaire du Comité central du PCUS et est chargé des questions liées au complexe militaro-industriel de l'URSS.
C'était un militant convaincu du modèle soviétique et un partisan de la réforme active de l'économie soviétique. Dans l'opinion publique, il était perçu comme un partisan de la « ligne dure ».
Selon les mémoires de l'ancien président français Valéry Giscard d'Estaing, Brejnev considérait Romanov comme le futur dirigeant du pays :

« … Lors d'une conversation privée, Gerek m'a dit en secret: bien que Brejnev soit encore en bonne santé, il commence déjà à chercher un remplaçant, ce qui est tout à fait naturel. Je pense qu'il vous sera utile de savoir qui il a décrit. Bien sûr, cela doit rester entre nous. Nous parlons de Grigori Romanov … Il est encore jeune, mais Brejnev pense que Romanov aura le temps d'acquérir de l'expérience et qu'il est la personne la plus capable. »

Romanov, avec Gorbatchev, était considéré comme un véritable candidat au poste de secrétaire général du Comité central du PCUS après la mort de Iouri Andropov. Cependant, grâce aux efforts du membre le plus influent du Politburo, Andrei Gromyko, un candidat de compromis a été choisi pour le poste de secrétaire général - Konstantin Tchernenko, déjà très malade à ce moment-là. Pour discréditer Romanov, des rumeurs ont été lancées au sujet de son emprunt présumé à l'Ermitage des services de l'époque de Catherine, qui ont été brisés lors du mariage luxueux de sa fille.
Dans l'après-midi du 10 mars 1985, la mort du secrétaire général Tchernenko est annoncée, certains des candidats les plus prometteurs à la plus haute position du parti, alternative à Gorbatchev, étaient à ce moment loin de Moscou. En particulier, Romanov était en vacances dans sa datcha en Lituanie et a été informé de sa mort dix heures plus tard. Incapable de s'envoler de Klaipėda, il se rend à Vilnius et n'arrive à Moscou que le lendemain, pour faire face au fait que Mikhaïl Gorbatchev avait été élu au poste de secrétaire général.
Romanov, considéré par Gorbatchev comme trop puissant, sera destitué de ses postes le 1er juillet 1985, officiellement pour des raisons de santé.
Le 28 janvier 1998, par décret du Président de la fédération de Russie, Boris Eltsine, il recevra une pension pour sa contribution significative au développement de la construction de machines nationales et de l'industrie de la défense.
Grigori Romanov meurt le 3 juin 2008 à Moscou.

## Source
- Nécrologie dans Le Monde, 14 juin 2008, p. 29.